# 約翰·麥金
約翰·麥金（英語：John McGinn；1994年10月18日—）是一位蘇格蘭足球運動員，場上司职中場，現在效力於英超球隊阿士東維拉，也代表苏格兰国家队參加国际比賽。

## 榮譽

### 球會
聖美倫
- 蘇格蘭聯賽盃冠軍：2012-13賽季

 喜百年
- 蘇格蘭足總盃冠軍：2015-16賽季
- 蘇格蘭足球冠軍聯賽冠軍：2016-17賽季

 阿斯頓維拉
- 英格蘭足球冠軍聯賽附加賽冠軍：2019年
- 英格蘭足球聯賽盃亞軍：2019-20賽季

### 個人
- 阿士東維拉年度最佳球員：2018-19賽季
- 蘇格蘭足球先生：2019-20賽季

## 外部連結
- 足球数据库：約翰·麥金的球员统计数据
- Soccerway資料庫：約翰·麥金